# 博尼特
博尼特（法語：Bonnut，法語發音：[bɔnyt]）是法国大西洋比利牛斯省的一个市镇，属于波城区。

## 地名
该地名“Bonnut”发音为[bɔnyt]，末尾字母“t”发音，《世界地名翻译大辞典》与《世界地名译名词典》将其误译作“博尼”。

## 地理
博尼特（43°32'57"N, 0°45'58"W）面积22.01 平方千米，位于法国新阿基坦大区大西洋比利牛斯省，该省份为法国东南部省份，涵盖了贝阿恩与北巴斯克，西临大西洋比斯開灣，北至朗德省，东北接热尔省，东临上比利牛斯省，南与西班牙接壤。
与博尼特接壤的市镇（或旧市镇、城区）包括：阿穆、阿尔萨格、博讷加尔德、蒂勒、奥尔泰兹、圣博埃斯、贝阿恩地区圣日龙、萨莱斯皮斯。
博尼特的时区为UTC+01:00、UTC+02:00（夏令时）。

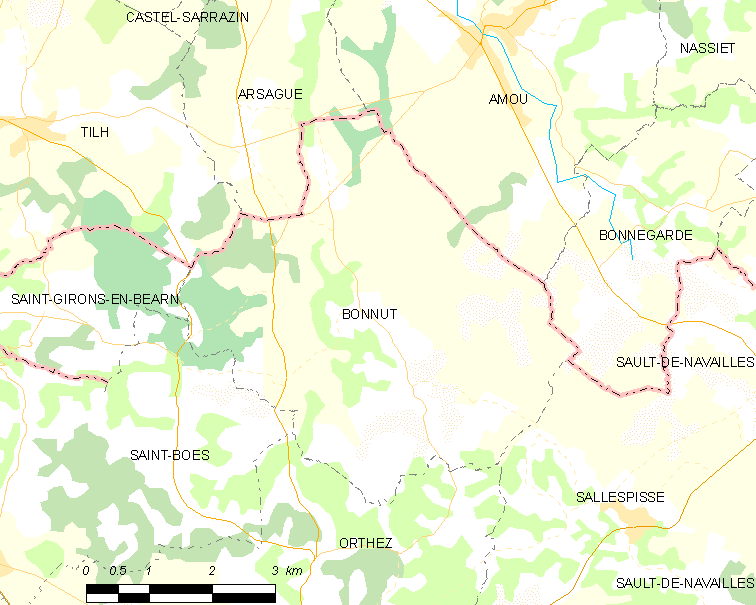
博尼特的OSM定位图

## 行政
博尼特的邮政编码为64300，INSEE市镇编码为64135。

## 政治
博尼特所属的省级选区为阿尔蒂克斯和苏贝斯特尔地区县。

## 人口

1962-2008年间博尼特人口变化图示

博尼特于2022年1月1日时的人口数量为801人。